# Angélique Duchemin
Angélique Duchemin (Tuïr, 26 de juny de 1991 - Perpinyà, 29 d'agost de 2017) fou una boxejadora nord-catalana. Va guanyar el campionat del món, el d'Europa i el de França de boxa, fet pel qual es convertí en la boxejadora catalana més exitosa de la història.
Va esdevenir doble campiona de boxa de França i d'Europa el desembre de 2015 i campiona del món al maig de 2017 a Royan en la categoria de pes ploma contra la vicecampiona d'Europa Erika Rousseau. Va fundar el club de boxa de Tuïr on es va llicenciar. El seu balanç esportiu és de 14 victòries, 3 de les quals al límit i cap derrota.
Va morir d'una probable embòlia pulmonar, conseqüència d'un malestar cardíac durant un entrenament, el 29 d'agost de 2017 a l'hospital de Perpinyà.